# Piero Brandimarte
Piero Brandimarte (Roma, 15 novembre 1893 – Torino, 18 novembre 1971) è stato un militare e squadrista italiano.
Fu il maggiore responsabile della Strage di Torino del 1922, quando le squadre fasciste sotto il suo comando tra il 18 e il 20 dicembre scatenarono una feroce rappresaglia contro circoli operai e personalità comuniste torinesi. Vennero uccise almeno 11 persone mentre 26 vennero ferite.

## Biografia

### La guerra e il primo dopoguerra
Durante la prima guerra mondiale Piero Brandimarte prestò servizio nell'esercito, ottenendo una medaglia d'argento al valor militare. Congedato alla fine del 1918, trovò lavoro presso una merceria di Torino. Aderì al fascismo e creò la prima squadra d'azione piemontese, denominata La Disperata, della quale divenne comandante.
Negli anni del biennio rosso portò avanti quindi la militanza nei Fasci italiani di combattimento con le spedizioni punitive nelle quali si distinse per la prestanza fisica. Nel 1921 partecipò ad azioni in «grande stile» nei confronti dei gruppi considerati rivoluzionari, soprattutto comunisti e anarchici, nelle zone di Casale Monferrato, in provincia di Alessandria e a Chieri, in provincia di Torino.
Nel 1922, dopo aver subito due arresti, uno per misure di pubblica sicurezza, l'altro per violenza privata (imputazione dalla quale fu assolto grazie a un'amnistia), assunse il comando di tutte le squadre d'azione del capoluogo piemontese, prendendo parte all'adunata di Napoli dal 24 al 26 ottobre e alla marcia su Roma del 28 ottobre.

### La strage di Torino
Brandimarte fu il maggiore responsabile della strage di Torino del 18 dicembre 1922, quando, in seguito all'uccisione di due fascisti aggressori di un comunista, impose e guidò una mobilitazione generale delle squadre fasciste torinesi in una rappresaglia che sfociò in due giorni di violenza che costarono la vita a 11 persone. 
Nonostante la salita al potere di Benito Mussolini nell'ottobre 1922, a Torino il fascismo era ancora poco radicato, mentre le organizzazioni socialiste e comuniste godevano di un maggiore seguito, soprattutto nei quartieri operai. Ciò costituì motivo di insofferenza nei militanti fascisti torinesi, i quali avrebbero voluto che il fascismo incarnasse «l'idea della rivoluzione» ma che in realtà veniva «respinto dalla città delle fabbriche».
Dopo la Marcia su Roma Mussolini diede indicazioni alle squadre fasciste di perseguire una strada più moderata, ma persone come Brandimarte, formatisi nella guerra e nella quotidiana violenza del dopoguerra – e che in quel contesto avevano acquisito prestigio e potere – si sentirono progressivamente isolati. Nondimeno il primo atto del Gran consiglio del fascismo, a metà di dicembre 1922, fu quello di fondare la Milizia Volontaria per la Sicurezza Nazionale che inglobò e mise sotto controllo le squadre d'azione, con l'intento di contenerne la parte più violenta e normalizzare il braccio armato del partito nei confronti dell'opinione pubblica. In questo contesto di tensioni, l'uccisione dei due fascisti fu il pretesto utilizzato da Brandimarte per scatenare una violenta repressione in città.
Tra il 18 e il 20 dicembre Brandimarte scatenò la feroce rappresaglia per l'uccisione di due fascisti, Giuseppe Dresda, un ferroviere di 27 anni, e Lucio Bazzani, uno studente di 18. Dell'assassinio venne accusato Francesco Prato, un comunista di 23 anni, anch'egli ferito durante lo scontro, che riuscì a fuggire e e allontanarsi dalla città. Nei due giorni seguenti le squadre fasciste imperversarono nei quartieri operai su camion fornitigli dagli industriali torinesi, entrando e devastando i circoli operai, la Case del Lavoro e la sede dell'Ordine Nuovo. Brandimarte due anni dopo dichiarò:
I fascisti entrarono nelle loro abitazioni o li cercarono sul posto di lavoro, uccidendoli davanti ai parenti oppure portandoli via, procedendo a esecuzioni sommarie nelle vie o nei prati. 
Come avvenne per un fattorino delle tramvie, simpatizzante comunista, il quale venne ucciso davanti alla moglie e alla figlia, mentre in nottata fu la volta di un manovale comunista, torturato e poi abbandonato in strada, e del segretario della sezione torinese del Sindacato Metalmeccanici Pietro Ferrero che, dopo essere stato violentemente malmenato, venne trascinato legato ai piedi a un camion per circa 500 metri. II suo corpo venne trovato dopo mezzanotte sotto la statua di Vittorio Emanuele II, in un lago di sangue. Gli abiti a brandelli, la faccia maciullata, dimostravano le atroci sevizie a cui era stato sottoposto. Dopo essere stato percosso e ferito il segretario della Fiom fu infatti legato per i piedi a un camion e trascinato sul selciato di corso Vittorio. Il riconoscimento del cadavere fu possibile grazie a un documento che aveva in tasca.
Insieme a Pietro Ferrero cadranno Carlo Berruti, segretario del Sindacato ferrovieri e consigliere comunale comunista, Leone Mazzola, Giovanni Massaro, Matteo Chiolero, Andrea Chiomo, Emilio Andreoni , Matteo Tarizzo, Angelo Quintagliè, Cesare Pochettino, Evasio Becchio.
Intervistato lo stesso 18 dicembre, Brandimarte, dichiarò:
Cesare Maria De Vecchi, pur estraneo alla strage, inviò un telegramma per approvare l'operato degli squadristi come una giusta vendetta, mentre Mussolini definì il massacro «un'onta per la razza umana» minacciando punizioni esemplari per i colpevoli. Queste punizioni non ebbero luogo e nessuna punizione esemplare fu inflitta agli squadristi responsabili di massacri e di violenze. Anzi, il 22 dicembre, fu approvato un decreto d'amnistia per tutti i reati «commessi in occasione o per causa di movimenti politici o determinati da movente politico, quando il fatto sia stato commesso per un fine nazionale, immediato o mediato».

### Nel partito fascista
Divenne console della 101ª legione Sabauda della Milizia e, successivamente, della 142ª legione Caio Mario. Durante questo comando venne sollevato dall'incarico da Mussolini, a causa di un processo intentatogli per diffamazione dallo scrittore Pitigrilli, di cui aveva denunciato presunte ingiurie al Duce stesso, inventate in realtà con l'amante Amalia Guglielminetti (ex amante di Pitigrilli stesso, che venne anche schiaffeggiato in pubblico da Brandimarte). Per questa vicenda venne condannato a 10 mesi e 17 giorni di reclusione. Il generale organizzò manifestazioni di solidarietà nei suoi confronti e successivamente la Corte di cassazione annullerà la condanna dopo aver rilevato l'infermità mentale della Guglielminetti.
Tornato nei ranghi della Milizia nel 1930, gli venne conferito il comando della 82ª legione "Benito Mussolini" di Forlì e il 17 settembre 1934 fu promosso console generale.
Nel 1943, dopo la caduta del governo Mussolini, fatto bersaglio in una manifestazione antifascista a Torino, si allontanò dalla città. Venne arrestato a Ventimiglia il 28 agosto 1943 su mandato di cattura per un reato di tipo annonario (accaparramento di generi tesserati e contingentati). Il 12 settembre fu rilasciato, e successivamente venne nominato prefetto a disposizione nella Repubblica di Salò.

### Il processo e il dopoguerra
Venne catturato il 29 maggio 1945 a Brescia e accusato di dieci omicidi perpetrati a Torino nel dicembre 1922. Per ragioni di ordine pubblico il processo fu trasferito a Firenze dalla Corte suprema di cassazione su istanza della difesa e nel luglio 1950 iniziò il processo. Il 5 agosto 1950 venne condannato a 26 anni e 3 mesi di reclusione (due terzi della pena condonati), riconosciuto colpevole per tutti i concorsi in omicidio e mancato omicidio per il quali era stato rinviato a giudizio. Il processi di appello si svolse nell'aprile 1952 alla Corte d'assise d'appello di Bologna.
Nelle nuove deposizioni, descrisse la strage come opera di alcuni fascisti che agivano senza il controllo di alcun capo. Questa volta venne assolto per assenza di prove, e l'esito fu scioccante per molti, soprattutto a Torino: la strage del 1922 non aveva alcun colpevole. La notizia arrivò al corteo dei lavoratori il 1º maggio, e Renato Battistini del Partito Socialista Democratico organizzò una manifestazione di protesta dicendo alla folla: «Torino ha atteso 23 anni che le venisse resa giustizia. Ora la risposta è giunta, il criminale è stato assolto!». Seguì un ricorso della pubblica accusa in Cassazione, ma non ebbe alcun esito. Brandimarte fu libero di tornare a Torino, ma il suo caso non fu l'unico nell'Italia del dopoguerra. Secondo lo storico John Foot i processi ai fascisti erano spesso raffazzonati e in genere orientati, gli elementi di prova erano spesso difficili da ottenere, i testimoni erano morti o irreperibili, e molti dei giudici che presiedevano, soprattutto in Cassazione, furono ligi servitori del regime fascista.
Nel dopoguerra tornò a Torino in tranquillità, lavorando come rappresentante di commercio e continuando a percepire la pensione militare. Nel 1955 ci furono voci secondo le quali Brandimarte avrebbe dovuto parlare ad un raduno fascista in occasione della fondazione della milizia fascista. La notizia creò scalpore e vi fu anche un'interrogazione parlamentare e alla fine l'evento venne annullato. Occasionalmente subiva insulti per strada, come il 1º aprile 1959, quando venne riconosciuto in strada dal figlio di un antifascista da lui malmenato in passato, che gli rinfacciò le sue responsabilità durante il ventennio: Brandimarte lo aggredì e lo trascinò in un commissariato, dove protestò chiedendo il rispetto dovuto a un generale in pensione.

Morì nel novembre del 1971 alla clinica Fornaca, situata all'incrocio tra corso Galileo Ferraris e corso Vittorio Emanuele II, dove si erge la statua del re e dove nel 1922 Brandimarte e i suoi uomini lasciarono il corpo reso irriconoscibile dalle sevizie di Pietro Ferrero. Il 19 novembre, durante il funerale al quale parteciparono decine di ex-fascisti, un reparto, il 27º bersaglieri del 22º reggimento fanteria della divisione "Cremona", al comando di un ufficiale della Repubblica italiana, rese gli onori militari alla salma.
In una intervista del 1973 lo scrittore Primo Levi dichiarò che la strage di Torino fu una «caccia per le strade» che diede inizio alla violenza a scopo politico in Italia, e sempre secondo Levi tra questa strage e le politiche  di sterminio tedesche durante la seconda guerra mondiale c'è una sorta di linea diretta, dato che lo stragismo fascista è stato preso ad esempio e quindi "perfezionato" su scala "industriale" in Germania. Durante l'intervista, parlando delle lezioni che teneva agli studenti italiani Primo Levi dichiarò: «Tendo a mettere in chiaro che c'è una linea diretta che parte dalle stragi di Torino del '22 e finisce ad Auschwitz. C'è una continuità abbastanza evidente [...]. Stiamo parlando di qualcosa che è stato inventato in Italia e perfezionato in Germania», ribadendo che: «Lo sterminio industriale è tedesco. Ma la violenza a scopo politico in questo secolo è un'invenzione italiana [..] c'è una linea diretta fra Brandimarte e Auschwitz. Questa linea non finisce ad Auschwitz, continua in Grecia, è continuata in Algeria con i francesi. È continuata in Unione Sovietica [...]».